# Comuna Malohatka, Starobilsk
Malohatka (în ucraineană Малохатка) este o comună în raionul Starobilsk, regiunea Luhansk, Ucraina, formată din satele Fedciîne, Lozuvatka, Malohatka (reședința), Novoastrahanske, Orlivka și Valuikî.

## Demografie
Componența lingvistică a comunei Malohatka
     Ucraineană (93,09%)
     Rusă (6,81%)
Conform recensământului din 2001, majoritatea populației comunei Malohatka era vorbitoare de ucraineană (93,09%), existând în minoritate și vorbitori de rusă (6,81%).